# Caféiculture en Bolivie

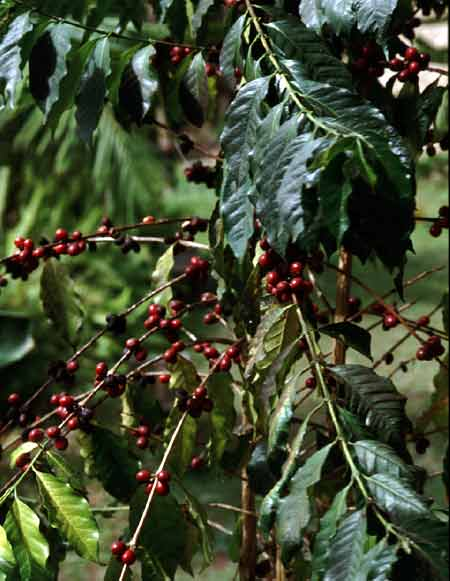
Caféier à fruits mûrs dans les Yungas en Bolivie.

La caféiculture en Bolivie a eu une longue histoire dans le pays. Le café est cultivé dans les régions à une altitude de 2 300 mètres. Les départements de La Paz, Cochabamba, Santa Cruz et du Beni sont les principaux à produire du café.

## Histoire
La Bolivie n'a pas bénéficié d'exportations de café autant que les pays voisins. Le meilleur café produit dans les Yungas rivalise cependant avec le café moka. Le plus importants domaines étaient situées dans les régions des Yungas, de Caupalicam, d'Espiritu Santo, et de Vallegrande. Il fut un temps où le café des Yungas était grandement en demande, en particulier en Europe. Cette plante est si bien acclimatée dans les Yungas quelle y pousse spontanément, chaque grain qui tombe sur le sol devient un arbre. En 1885, la production de café a été à 2 400 000 livres par an. En 1900, à La Paz, une machine est installée pour la torréfaction et la mouture de café.
Au début du XXe siècle, la production bolivienne s'est élevée en 1908 à 1,5 million de livres de café. Environ 150 000 livres ont été exportées chaque année, la plupart au Chili.